# Landsberg, Saale
Landsberg là một đô thị thuộc huyện Saalekreis, bang Saxony-Anhalt, Đức.